# Xiomara Castro
Iris Xiomara Castro Sarmiento (n. 30 septembrie 1959, Tegucigalpa, Honduras) este o femeie de stat și administratoare de afaceri din Honduras, președintă a Republicii Honduras începând cu 27 ianuarie 2022.
Aleasă în urma alegerilor generale din noiembrie 2021, ea devine prima femeie care ocupă funcția de președinte al țării. De asemenea, fiind soția fostului președinte Manuel Zelaya, a fost Prima Doamnă a Hondurasului între 2006 și 2009.

## Biografie

### Viață privată
În 1976, Xiomara Castro s-a căsătorit cu Manuel Zelaya, împreună cu care are patru copii. Cuplul s-a stabilit în localitatea Catacamas⁠(d).

### Primă doamnă a Hondurasului
Militantă, la fel ca și soțul ei, în cadrul Partidului Liberal — unde s-a poziționat clar pe aripa stângă — a organizat ramura feminină a partidului în regiunea Catacamas.

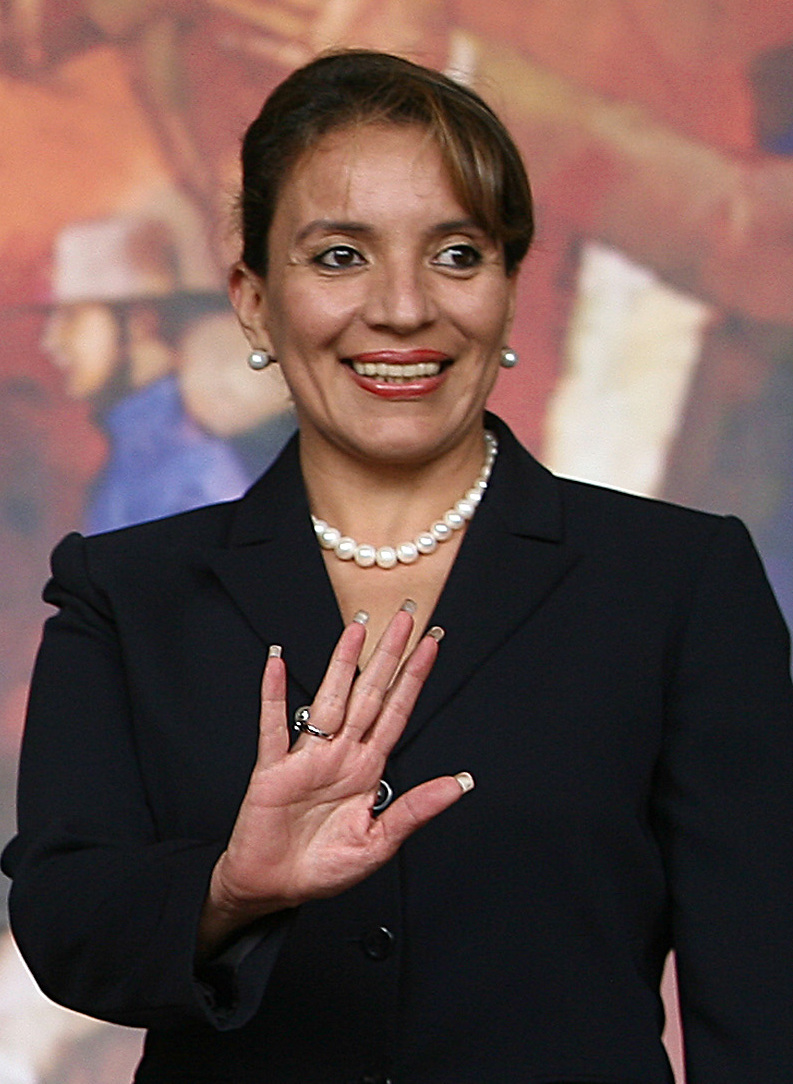
Xiomara Castro în 2007

În noiembrie 2005, soțul său a fost ales președinte al Hondurasului și a preluat mandatul în ianuarie 2006. Ea a devenit astfel Prima Doamnă a țării. În această calitate, a înființat centre de sprijin pentru mame singure și s-a implicat în lupta împotriva SIDA, deși nu a jucat un rol public major.
În timpul loviturii de stat din 2009, coordonată între armată, patronat, Partidul Național și episcopatul catolic, s-a refugiat la ambasada Statelor Unite, de teamă că ar putea fi asasinată de puciști. În zilele următoare, a preluat conducerea manifestațiilor pro-democrație.

### Alegerile prezidențiale din 2013
În 2011 a participat la fondarea partidului Libertate și Refondare (Libre), rupând definitiv legăturile cu Partidul Liberal.
A fost candidata partidului Libre la alegerile prezidențiale din 2013. A fost învinsă de Juan Orlando Hernández⁠(d), obținând 28,53 % din voturi față de 34,16 % pentru contracandidatul său. Nu a recunoscut rezultatele anunțate de Tribunalul Suprem Electoral și a chemat la proteste.

### Alegerile prezidențiale din 2017
Xiomara Castro s-a prezentat la alegerile prezidențiale din 2017 în calitate de candidată la vicepreședinție, alături de centristul Salvador Nasralla⁠(d), în cadrul coaliției Alianța Opoziției împotriva Dictaturii.
Coaliția era favorită în sondajele preelectorale și se afla în fruntea rezultatelor preliminare. Totuși, o pană generalizată a întrerupt timp de 36 de ore publicarea rezultatelor, iar la reluarea numărătorii tendința s-a inversat, Juan Orlando Hernández fiind declarat reales, fapt care a generat acuzații de fraudă electorală. Manifestațiile care au urmat au fost reprimate violent de autorități, soldându-se cu 23 de morți, sute de răniți și peste 1.350 de persoane arestate.

### Alegerile prezidențiale din 2021
În martie 2021, Xiomara Castro a câștigat alegerile primare ale partidului Libre și a devenit candidata acestuia pentru scrutinul prezidențial din 28 noiembrie 2021. În octombrie, Salvador Nasralla și-a retras candidatura pentru a-i oferi sprijinul și a forma o alianță electorală, devenind partenerul ei de candidatură. Partidul Inovație și Unitate (PINU), o mică formațiune social-democrată, s-a alăturat, de asemenea, coaliției.
Printre propunerile sale se numără organizarea unei „consultări populare pentru ca poporul să aleagă o Adunare Constituantă și să redacteze o nouă Constituție”. În domeniul economic, a promis renunțarea la „modelul neoliberal” în favoarea unui model de dezvoltare socială și economică planificată de stat, modificarea statutului ZEDES (zone economice speciale semi-autonome promovate de regimul Hernández), stabilirea de relații diplomatice și comerciale cu China și extinderea programelor sociale pentru combaterea sărăciei. În lupta împotriva corupției și traficului de droguri, a propus înființarea unei comisii anticorupție sprijinite de ONU, modificarea codului penal pentru abrogarea legilor care asigură impunitatea aleșilor corupți, precum și reducerea cheltuielilor statului prin vânzarea vehiculelor de lux și diminuarea salariilor demnitarilor și liderilor politici.
A susținut, de asemenea, dezincriminarea avortului și dreptul la căsătorie pentru persoanele de același sex — poziții foarte controversate în societatea honduriană. În timpul campaniei, a fost acuzată de comunism și de simpatii față de regimurile din Venezuela și Cuba.
La 28 noiembrie 2021, Xiomara Castro a fost aleasă președintă a Hondurasului cu 53,4 % din voturi, devansându-i pe Nasry Asfura⁠(d) (Partidul Național, 34 %) și Yani Rosenthal (Partidul Liberal, 9 %). Victoria sa a pus capăt unui secol de bipartidism între PN și PL. Participarea a fost cea mai ridicată din istoria recentă a țării — 69 %.

### Președintă a Republicii

#### Tranziția și învestirea
În urma alegerilor legislative, partidul Libre a obținut 50 de mandate din totalul celor 128 din Congresul Național al Hondurasului, iar aliații săi din Partidul Salvatorul Hondurasului (PSH), condus de Salvador Nasralla, au obținut 10. Neavând majoritate absolută, guvernul este nevoit să negocieze cu Partidul Liberal (22 de mandate), Partidul Anticorupție și Partidul Democrat-Creștin (câte un deputat fiecare). Partidul Național deține 44 de locuri.
Tensiunile politice apar încă dinainte de învestirea oficială a Xiomarei Castro. Aceasta îl propune pe deputatul Luis Redondo (PSH) la președinția Congresului, în baza unui acord preelectoral, însă 20 de deputați din propriul ei partid se opun, dintre care doi se răzgândesc ulterior. La 21 ianuarie 2022, într-o sesiune virtuală, disidenții îl aleg ca președinte al Congresului pe Jorge Cálix, unul dintre ei, cu sprijinul unei mari părți a Partidului Liberal și al Partidului Național, deschizând calea pentru ca Partidul Național să păstreze controlul asupra legislativului, în ciuda înfrângerii la prezidențiale. Castro reacționează imediat, denunțându-i și excludându-i din partid, acuzându-i că doresc să „impună un plan al elitei corupte conduse de Juan Orlando Hernández”, fostul președinte.
În paralel, deputații loiali lui Castro, împreună cu aliații lor, îl aleg totuși pe Luis Redondo, înlocuind disidenții cu supleanți. Astfel, se formează două adunări paralele, fiecare revendicând legitimitatea alegerii președintelui Congresului.

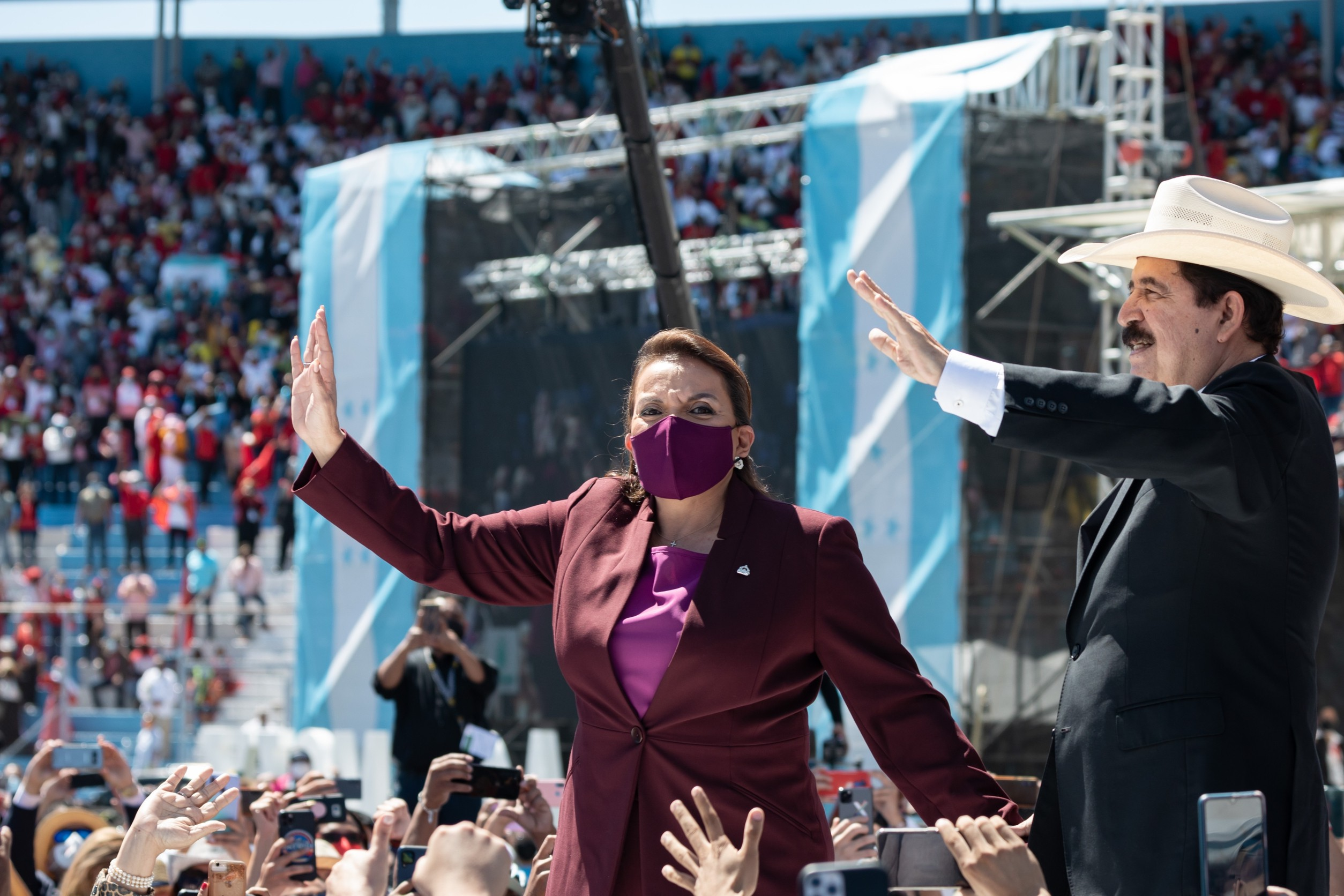
Castro, la învestirea sa, însoțită de soțul ei și fostul președinte, Manuel Zelaya.

În acest context tensionat, Xiomara Castro depune jurământul la 27 ianuarie 2022, în cadrul unei ceremonii oficiale la care participă regele Spaniei, Felipe al VI-lea, președintele Costa Ricăi, Carlos Alvarado⁠(d), vicepreședinta Statelor Unite, Kamala Harris, vicepreședinta Argentinei, Cristina Fernández de Kirchner, și vicepreședintele Taiwanului, Lai Ching-te⁠(d). Președintele în exercițiu, Juan Orlando Hernández, nu participă la ceremonie. În noul cabinet prezidențial figurează și nepotul său, José Manuel Zelaya, numit ministru al Apărării.
La 29 ianuarie, ambele adunări rivale cer Curții Supreme să intervină pentru soluționarea conflictului. Un acord este în cele din urmă atins pe 7 februarie: Jorge Cálix renunță la funcție, deputații disidenți îl recunosc pe Luis Redondo și sunt reintegrați în partidul Libre.
Castro își începe mandatul într-un context de criză economică severă, cu o inflație de aproape 10 %, un nivel record al sărăciei (73 % din populație) și un val masiv de migrație către Statele Unite.

#### Exercițiul puterii
Xiomara Castro moștenește un aparat de stat profund corupt, ceea ce o determină să decidă extrădarea fostului președinte Juan Orlando Hernández⁠(d) către Statele Unite, acuzat de legături cu traficul de droguri, în loc să-l predea justiției honduriene. Potrivit apărătorului drepturilor omului Joaquin Mejia, „Xiomara Castro a preluat doar o mică parte din putere, deoarece, în ciuda extrădării lui Juan Orlando Hernández, structura criminală pe care acesta a creat-o în cei doisprezece ani este încă adânc înrădăcinată în stat”.

##### Politica economică și socială
Reformele constituționale și legile care au permis crearea zonelor autonome de liber schimb (ZEDES) sunt abrogate, însă ZEDES-urile deja funcționale sunt protejate prin garanții ce le permit să-și desfășoare activitatea pentru încă 50 de ani. Cheltuielile sociale cresc, fiind implementat un program nou destinat familiilor aflate în sărăcie extremă.
În februarie 2022 este oprită evacuarea forțată a unor familii indigene aflate în conflict cu un om de afaceri privind proprietatea unui teren extins la sud de capitală.
Pilula contraceptivă de urgență, cunoscută ca „pilula de a doua zi”, este autorizată începând cu 2023. Această decizie este controversată într-o țară unde avortul este ilegal, inclusiv în caz de viol, malformație fetală gravă sau pericol pentru viața mamei. Președinta honduriană justifică legalizarea subliniind că „Organizația Mondială a Sănătății (OMS) a stabilit că face parte din drepturile reproductive ale femeilor și nu este un avortiv.”

##### Politica de mediu
În martie 2022 este interzisă exploatarea minieră la suprafață, fiind declarată nocivă pentru mediu și pentru populații. Înaltul Comisar al ONU pentru drepturile omului salută decizia ca fiind conformă „cu principiul justiției climatice și protecției resurselor naturale, sănătății publice și accesului la apă ca drept al omului”. Sectorul minier contestă însă această măsură.

##### Lupta împotriva criminalității
La 25 noiembrie 2022 este decretată stare de urgență pentru combaterea criminalității. Honduras, alături de Guatemala și El Salvador, face parte din „triunghiul morții” din America Centrală, o zonă afectată de violență, sărăcie și corupție. La 6 decembrie, guvernul anunță instituirea unei stări de excepție cu suspendarea unor drepturi constituționale în orașele Tegucigalpa și San Pedro Sula⁠(d), pentru a combate violența orchestrată de bande, urmând modelul aplicat în El Salvador. Guvernul autorizează desfășurarea armatei pe străzi și în închisori și anunță construirea a două penitenciare de maximă securitate.

##### Politică externă
În ceea ce privește relațiile internaționale, Hondurasul și-a restabilit relațiile diplomatice cu Venezuela. Cuba s-a angajat din nou să trimită medici și profesori (un prim program de ajutor în Honduras fusese lansat în 2006). Programul de alfabetizare „Yo sí puedo” a fost lansat în ianuarie 2023 cu sprijinul unor echipe cubaneze, în contextul în care Hondurasul înregistra o rată a analfabetismului de 12 %.
Hondurasul și-a exprimat sprijinul față de fostul președinte peruan destituit Pedro Castillo⁠(d) în timpul crizei politice din Peru din 2022, condamnând „cu fermitate lovitura de stat care a avut loc în Peru, rezultat al unei serii de evenimente menite să erodeze democrația și voința suverană a poporului”.

##### Contestări
Mii de opozanți ai guvernului condus de Xiomara Castro au manifestat la 19 august 2023 pe străzile capitalei și în fața sediului președinției, acuzând-o pe șeful statului că ar intenționa să introducă „comunismul” în țară. Generalul în retragere Romeo Vásquez, care condusese lovitura de stat din 2009, a participat, de asemenea, la manifestație și a propus public o nouă lovitură de stat pentru a răsturna guvernul condus de Xiomara Castro.
Președinta s-a confruntat cu vulnerabilitatea accentuată a Hondurasului în fața presiunilor exercitate de Statele Unite pentru a menține țara în cadrul regimurilor regionale de liber schimb și pentru a păstra prezența militară americană pe teritoriul său. În plus, Curtea Supremă, ai cărei membri fuseseră numiți de guvernele anterioare, a blocat unele dintre proiectele sale de reformă, precum amnistierea persoanelor condamnate din motive politice în urma loviturii de stat din 2009.

##### Rezultate mixte
La un an de la preluarea mandatului prezidențial, bilanțul lui Xiomara Castro a apărut ca fiind unul mixt. Deși se bucura în continuare de sprijinul majorității populației honduriene (între 55 % și 63 % în ianuarie 2023, potrivit sondajelor), pierderea majorității în Congres, ca urmare a deciziei Partidului Salvador din Honduras (PSH), condus de vicepreședintele Salvador Nasralla⁠(d), de a rupe alianța cu partidul Libre, a împiedicat realizarea unei părți din reformele promise. Partidul Salvador s-a aliat cu Partidul Național pentru a forma un Bloc al opoziției cetățenești, în timp ce guvernul a rămas cu doar 50 de locuri din cele 128 ale Congresului.
Totuși, într-un an de mandat, au fost îndeplinite numeroase promisiuni din campania electorală: a fost abrogată o lege care permitea contracte de muncă pe oră; a fost eliminată așa-numita „lege a secretelor oficiale”, care permitea clasificarea discreționară a documentelor administrative; s-a instituit gratuitatea energiei electrice pentru 1,3 milioane de gospodării sărace; s-a majorat bugetul pentru sănătate; au fost lansate programe de creditare pentru agricultori; s-a creat un program amplu de reîmpădurire și protecție a principalelor surse de apă; s-a demilitarizat menținerea ordinii publice; s-a redus violența forțelor de securitate. De asemenea, Hondurasul a obținut de la ONU înființarea unei Comisii internaționale împotriva impunității în Honduras (Cicih), după modelul Cicig din Guatemala. Mandatul acestei comisii include posibilitatea de a pune sub acuzare independent de Ministerul Public, un aspect esențial într-un context în care sistemul judiciar este perceput ca fiind corupt și ineficient.
Pe de altă parte, unele măsuri au părut incomplete sau dificil de pus în aplicare. Interzicerea exploatărilor miniere s-a lovit de interesele economice private, majoritatea concesiunilor rămânând active, iar violențele împotriva apărătorilor mediului au continuat. „Guvernul Castro întâmpină dificultăți în a-și respecta promisiunile și angajamentele progresiste din campanie, în special în domenii legate de gen – avortul rămâne complet interzis – sau de protecția populațiilor indigene și afrodescendente”, a declarat un reprezentant al organizației International Crisis Group (ICG). Întrucât interdicția avortului și a căsătoriei între persoane de același sex este prevăzută în Constituție, sunt necesare trei sferturi din voturile Congresului pentru a aproba modificări. Administrației i s-a reproșat, de asemenea, numirea în funcții de conducere a unor persoane suspectate de corupție sau lipsite de experiență.